# Hotelul Astoria din Oradea
Hotelul Astoria, sau Palatul Sztarill este o clădire istorică din Oradea, construită între 1902 și 1906. Edificiul este renumit datorită cafenelei în stil secession ce exista la parterul clădirii, stabiliment frecventat de poetul Ady Endre în perioada de apogeu a creației sale.

## Istoric și detalii despre arhitectură
Palatul Sztarill este unanim considerat drept prima clădire secessionistă a arhitectului Ferenc Sztarill și (discutabil) prima de proporții din Oradea. A fost construit în două etape. Construcția a început în 1902, atunci când a fost ridicată aripa dinspre Piața Ferdinand și porțiunea cu patru travee de pe Str. Teatrului. Clădirea a fost inaugurată pe data de 11 octombrie a aceluiași an, iar în luna februarie deja se deschidea cafeneaua EMKE, ce avea să devină locul de întâlnire al intelectualilor. În 1904, arhitectul a solicitat aviz pentru extinderea imobilului pe latura dinspre piață, însă fără succes. Astfel, în 1906 cumpără casa vecină de pe Str. Teatrului, o demolează și completează aripa mai mică cu încă șase travee, extinzând și cafeneaua. 
În primii ani de după inaugurare, edificiul nu a avut funcția de hotel, ci de imobil de raport, cu un apartament mare pentru proprietar, și încă câteva locuințe de proporții moderate pentru chiriași înstăriți. Sztarill își exprimă pentru prima dată intenția de a converti clădirea într-un hotel în 1912, fără ca această inițiativă să se materializeze însă. În anul 1926 figurează în documente recompartimentări la etajul I, unde se amenajează Clubul Unio. De abia în 1931, Sztarill reușește să amenajeze, tot la etajul I un hotel cu 23 de camere pe care îl denumește ”Astoria”. În timpul celui de-al Doilea Război Mondial se revine la denumirea ”EMKE”, iar în epoca comunistă, clădiea este naționalizată, hotelul fiind convertit în locuințe sociale, iar cafeneaua distrusă din punct de vedere stilistic, și transformată în depozit. În prezent aici funcționează hotelul ”Astoria”, iar parterul este ocupat de un restaurant, spațiul recăpătându-și astfel o mică parte din farmecul de altădată. 

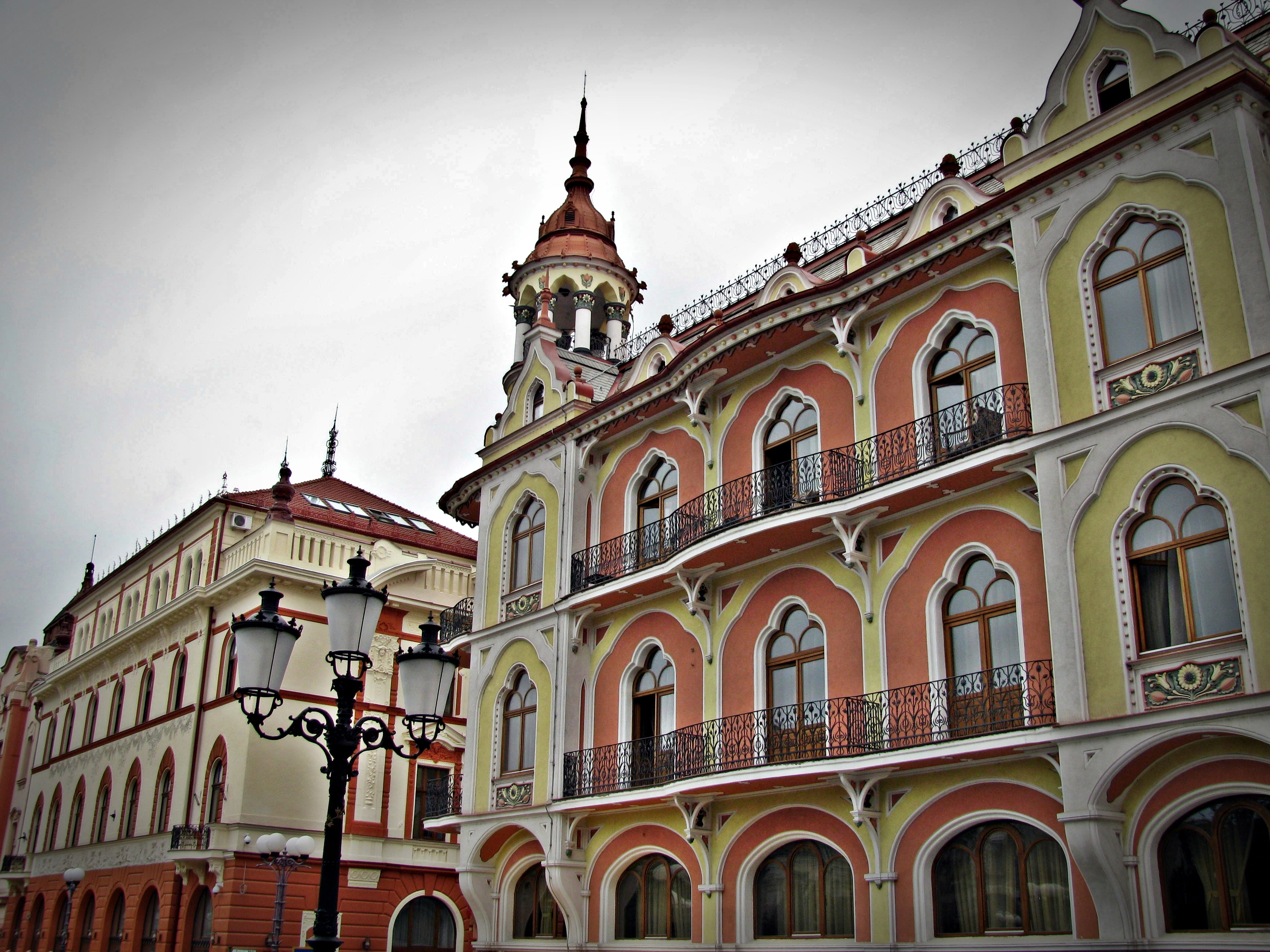

Fațadele îmbină elemente neogotice, cu decorațiuni de factură lechneriană, tipice vremii. Un element esențial în imaginea clădirii este colțul dintre cele două fațade, acesta fiind evidențiat la nivelul parterului prin accesul în cafenea (asemeni cazului Casei Poynár), și la nivelul cornișei unde e amplasat un turn circular, fără o funcțiune clar definită, mult mai înalt decât restul clădirii. De remarcat este coiful turnului, decorat cu figuri zoomorfe din tablă, ce portretizează capete de păsări prin gurile cărora se scurge apa acumulată în burlane. La nivelul etajelor racordarea dintre fațade se face simplu, fără accente deosebite, singurele elemente de interes fiind cele două balcoane a căror feronerie fină au menirea de a ușura parcă volumul imobilului. Etajele sunt ieșite în consolă față de linia parterului. Fațada este ritmată prin alternanța între bovindouri și balcoane, iar ornamentele consă în ancadramente geometrice simple în jurul ferestrelor, și motive florale sporadice.

## Cafeneaua EMKE
La inaugurare, presa locală descria cu mare entuziasm stabilimentul ca fiind un spațiu luxos, decorat cu picturi murale, tâmplării unduitoare și oglinzi mari, iar la mezanin se menționa existența unui balcon cu multe separeuri. La momentul respectiv, curentul Art Nouveau era doar de curând adoptat în Ungaria, iar prezența unui asemenea local nu putea indica (în accepțiunea localnicilor) decât deschiderea spre modern a comunității locale, care tânjea după o tranziție la un mediu cu adevărat urban. Așadar, la scurt timp după deschidere, cafeneaua a ajuns să concureze cu cele mai populare din oraș: Royal (în incinta Hotelului Rimanoczy) și Lloyd (la parterul Halei Comerciale). Aici era locul de întâlnire al tinerilor intelectuali, cu idei noi și care voiau să se desprindă de tradițiile învechite, fapt ce reiese și din meniul pe care figurau preparate și băuturi americane, spre deosebire de localurile mai vechi, dar nu mai puțin luxoase, unde se serveau produse specifice Vienei și Budapestei.
Ca rezultat al succesului fără precedent, condițiile și serviciile cafenelei se îmbunătățeau constant, astfel că, în anii premergători Primului Război Mondial, dispunea de o sală de biliard, sală de jocuri de cărți, un Ford Model T ce transporta clienții importanți acasă, un club exclusivist la etaj, destinat doar personalităților orașului, numit ”Castelul bufniței”, muzică jazz, orchestră, bufet suedez, și multe altele.  
Tot aici, se întruneau și mulți din jurnaliștii vremii. Unul dintre aceștia era poetul Ady Endre, stabilit pe atunci la Oradea, care aprecia în mod deosebit atmosfera localului. Prin urmare, pe terasa EMKE, în anul 1908, a fost înființată asoiația literară „A Holnap” (societatea „Mâine”), grupare ce a avut un rol crucial în modernizarea peisajului literar maghiar. Alte personalități aparținând lumii literare, ce au frecventat cafeneaua, au fost: Octavian Goga, Zaharia Stancu, Ovidiu Cotruș, Gheorghe Grigurcu, Alexandru Andrițoiu și Radu Enescu.